# Stortjärnen (Jokkmokks socken, Lappland, 736729-171405)
Stortjärnen är en sjö i Jokkmokks kommun i Lappland och ingår i Luleälvens huvudavrinningsområde.